# Conversation piece (peinture)
Pour les articles homonymes, voir Conversation Piece (homonymie).

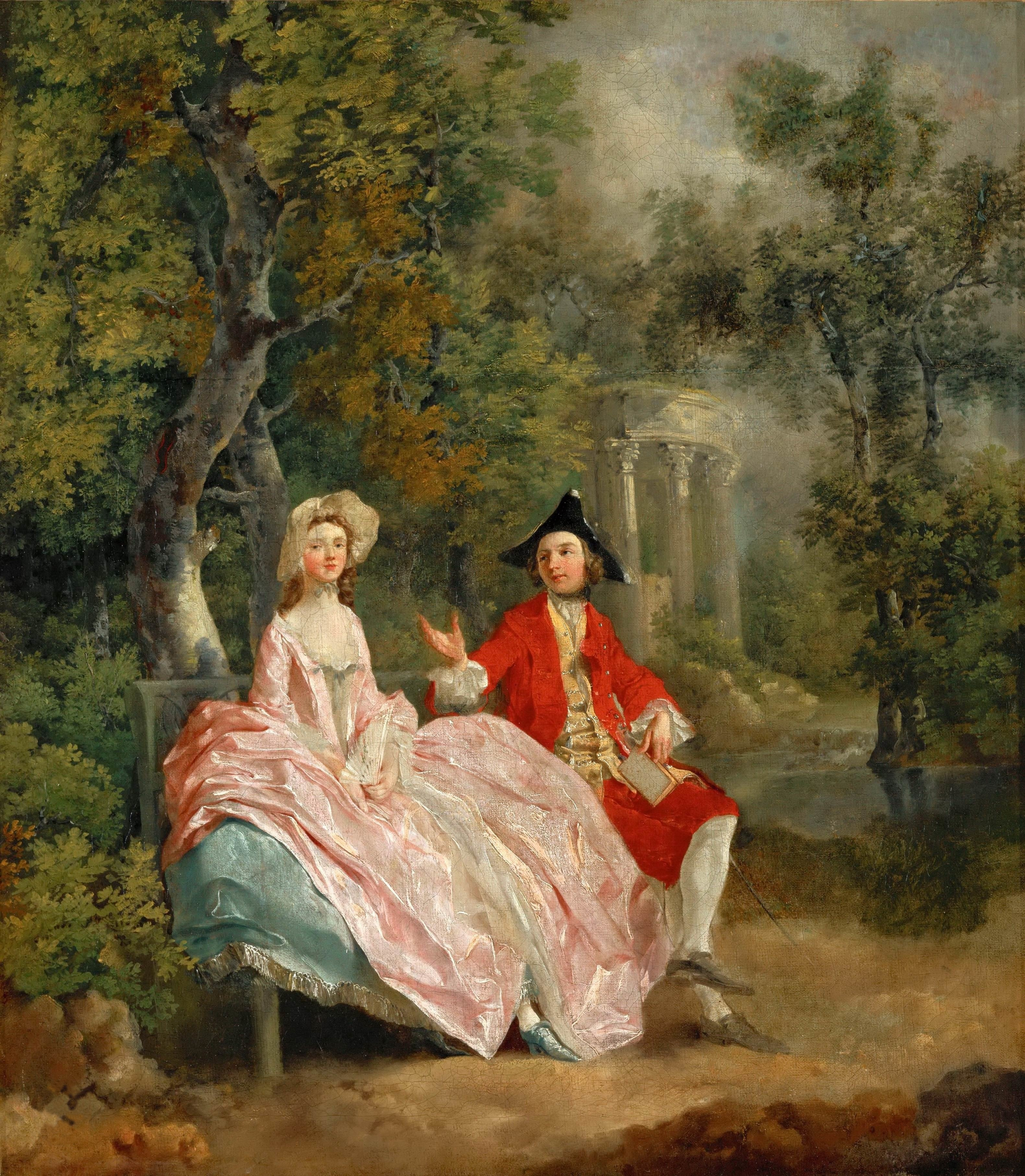
Conversation dans un parc, par Thomas Gainsborough en 1746-1748.

L'expression anglaise conversation piece qualifie en histoire de l'art une peinture de genre, représentant un portrait de groupe, mais selon un dispositif informel, et ayant un caractère intimiste, et qui se développa surtout au XVIIIe siècle en Angleterre. L'expression « tableau de conversation » peut se rencontrer.
Les conversation pieces se distinguent des autres représentations de groupes obéissant aux règles du portrait. Visiblement, dans le tableau, une conversation a lieu, cette activité relevant en général d'un moment de la vie quotidienne du groupe représenté appartenant à la société bourgeoise. Typiquement, le groupe est composé de membres d'une même famille ou fratrie, mais des amis peuvent aussi être présents, ainsi que des domestiques. Le décor privilégiera la scène d'intérieur, mais évoluera vers des environnements paysagers de proximité (le jardin, le parc).
La plupart du temps, ce sont là des peintures de taille moyenne, correspondant à celle d'un portrait à mi-corps, mais en format dit « paysage » ou « à l'italienne ».

## Origines
Conversation est un nom qui dérive du syntagme italien sacra conversazióne, traduit en français par conversation sacrée : relevant de la peinture religieuse, il s'agit ici d'un type de tableau représentant en majesté la Vierge, tenant donc Jésus enfant, mais entourée de personnages (saints, donateur), un genre qui s'était épanoui au moment de la Renaissance et inscrit dans l'esprit humaniste.
Le genre va d'abord évoluer aux Pays-Bas à partir du XVIIe siècle et ce, de manière profane, où de nombreux portraits de groupe ont été exécutés. On peut distinguer deux types de groupes : familial ou collégial, c'est-à-dire que le regroupement figure dans ce second cas un rassemblement de personnes ayant une fonction, une activité commune. Frans Hals, Rembrandt et d'autres artistes de cette époque ont composé de telles scènes en convoquant une variété de poses : regards vers le spectateur (ou le peintre), détails ludiques ou joyeux de façon à égayer l'ensemble et le rendre familier, proche, immédiat et spontané. L'exemple le plus célèbre est sans doute La Ronde de nuit de Rembrandt.

## Un genre anglais
L’origine de cette mode anglaise remonte au peintre flamand Gonzales Coques [Cox] qui fut très prisé grâce à Marcellus Laroon le Jeune (1679-1772) et à l’artiste franco-allemand Philippe Mercier qui l’introduisit en Angleterre.
Les peintres anglais de la fin du XVIIe siècle effectue déjà le Grand Tour, à savoir, sous l'influence des peintres hollandais, flamands ou français, se rendent en Italie pour étudier et pratiquer leur art. Mais c'est aussi pour eux une façon de gagner leur vie sur place : par exemple, parmi les Flamands, citons Michael Sweerts ou l'Allemand Johan Zoffany qui peignaient les fils de famille fortunés en séjour à Rome, réalisant par la même des portraits de familles locales en groupe. On trouve aussi à cette époque de nombreuses représentations de galeries muséales, qui sont autant de prétexte à montrer les antiquités, les maîtres de la Renaissance et des groupes d'amateurs et visiteurs en goguette.
Le genre devient spécifiquement anglais sans pour autant être exclusif : c'est le critique d'art italien Mario Praz qui dès les années 1960, le premier identifia cette pratique, largement alimentée par la commande, la mode du temps, comme typiquement anglaise, laquelle est vue par lui non pas simplement comme un élément de décoration intérieure, avec une mise en abyme — le groupe représenté se regardant après coup lui-même — mais bien comme une forme de vanité très paradoxale et fascinante : ici, dans le tableau, dans le détail, se cache peut-être une forme d'allégorie, et les visages de ces personnes ayant à la fois vécu et en train de vivre un moment intime, que nous disent-ils en fin de compte.
Il existe de nombreuses variétés de conversation pieces. Les gens peuvent être représentés en train d'effectuer des activités communes telles que la chasse, le repas, ou jouer de la musique. Les animaux de compagnie, chiens ou chevaux, sont aussi fréquemment peints. Parfois, l'ameublement et le décor de la pièce constituent le seul sujet de ces œuvres, on parle dans ces cas là de portraits d'intérieur. Arthur Devis, un peintre londonien, était célèbre pour ses petites conversation pieces, populaires auprès de la noblesse de Cheshire. D'autres peintres anglais peuvent être cités comme Joseph Highmore ou Francis Hayman, ce dernier privilégiant comme décor de vastes paysages. Proposant un regard ironique, William Hogarth parodie le genre avec notamment A Midnight Modern Conversation, qui dépeint un groupe d'hommes dont la conversation a dégénéré dans l'incohérence à la suite de l'ivresse, le tout dans une profusion de détails. L'artiste allemand installé en Angleterre, Johann Zoffany, se spécialise dans des conversation pieces relativement plus complexes ; ses œuvres ainsi que la plupart des portraits de George Stubbs prennent cette forme, incluant des chevaux et des véhicules au sein de la composition. Joshua Reynolds aurait lui aussi, sur commande, peint des conversation pieces, traitées à la grande maniera, typique de son époque.

## Redécouverte
Autrefois considérées comme un genre mineur de l'art, dû au fait que ce sont souvent des artistes amateurs, parents des personnages représentés qui ont peint ces scènes, les conversation pieces ont connu une période de redécouverte, à la suite des travaux de l'historien d'art italien Mario Praz qui en a lui-même collectionné et qui a publié de nombreux ouvrages et articles sur le sujet.
Fin 1974, Luchino Visconti, dans son film Violence et Passion, dont le titre italien est Gruppo di famiglia in un interno et en anglais Conversation Piece, met en scène un personnage, le professeur, joué par Burt Lancaster qui vit dans un appartement aux murs couverts de conversation pieces du XVIIIe siècle, notamment des peintres Gawen Hamilton, Arthur Devis et Philippe Mercier.
Le travail actuel de certains photographes portraitistes comme celui de Patrick Faigenbaum, Rip Hopkins ou  Tina Barney obéissent aux codes de la conversation piece.

## Galerie

Famille noble d'Anvers (vers 1650), par Gonzales Coques, musée des beaux-arts de Budapest
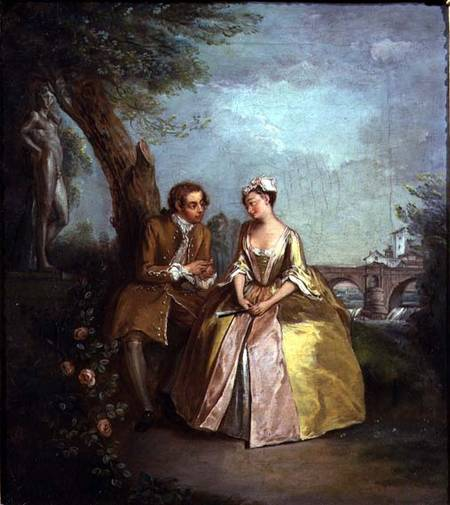
Conversation Piece, or Lovers in a Park (1727), par Philippe Mercier, Syon House (R.U.)
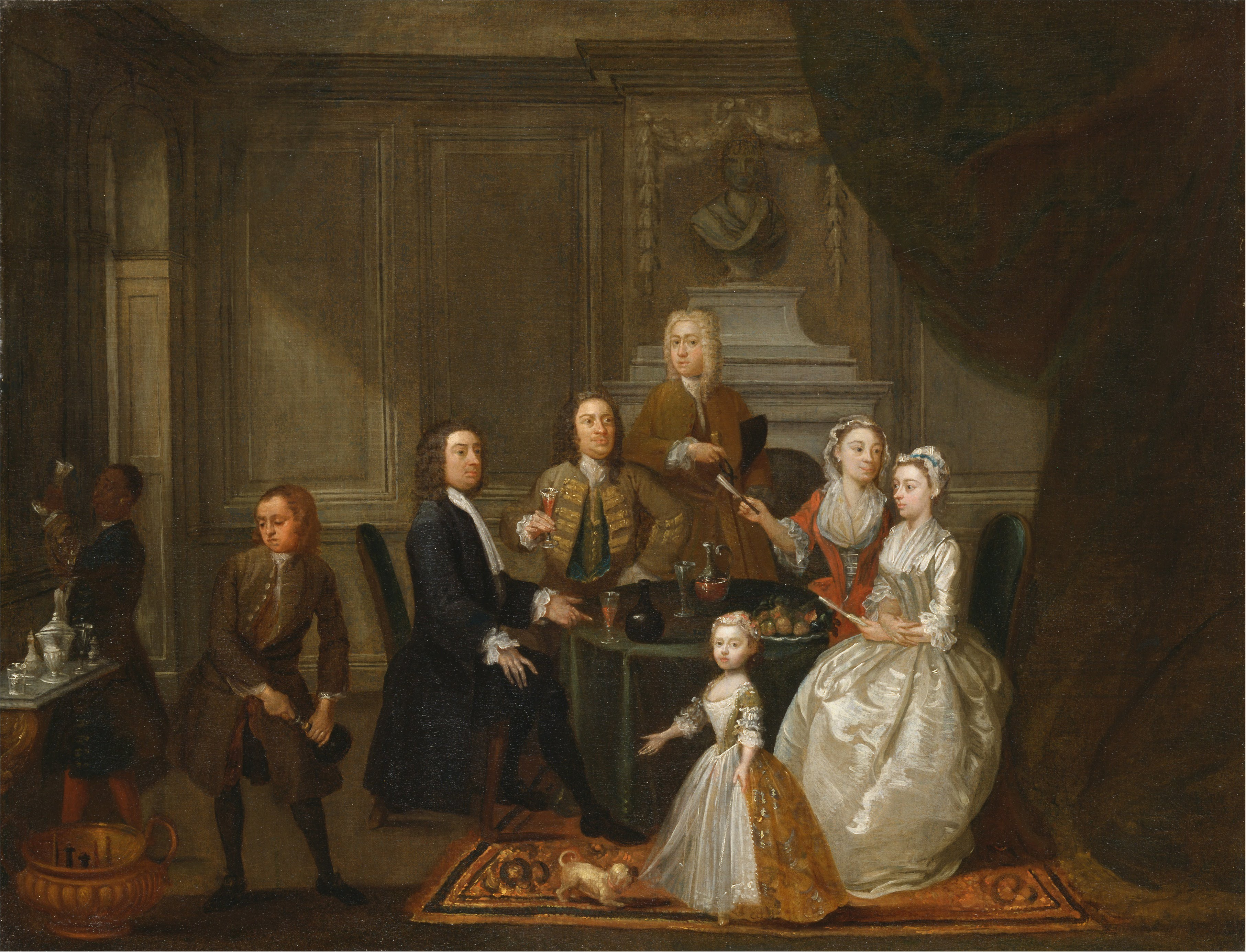
Portrait de groupe [les Raikes ?] (vers 1730-32), par Gawen Hamilton, Yale Center for British Art
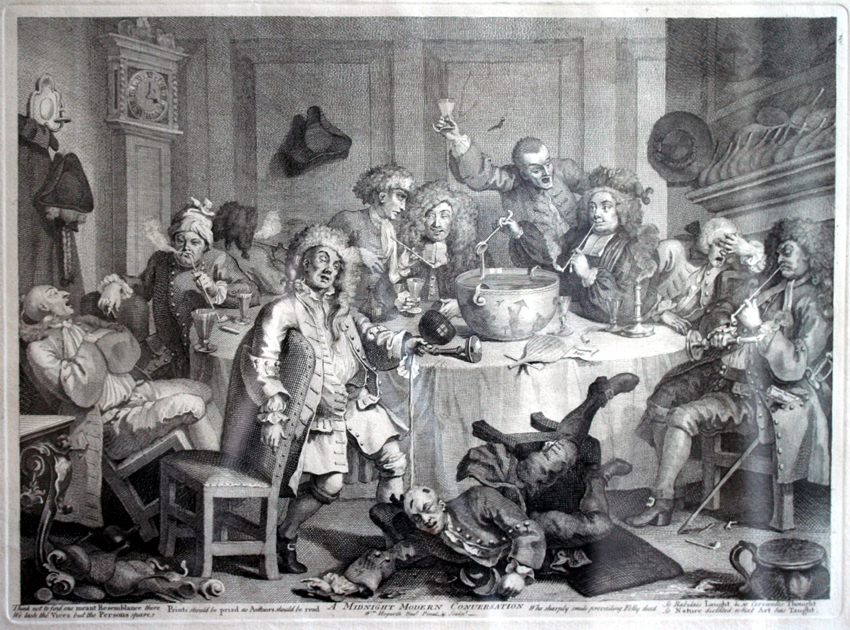
A Midnight Modern Conversation (vers 1730), gravure [1765 ?] de William Hogarth.
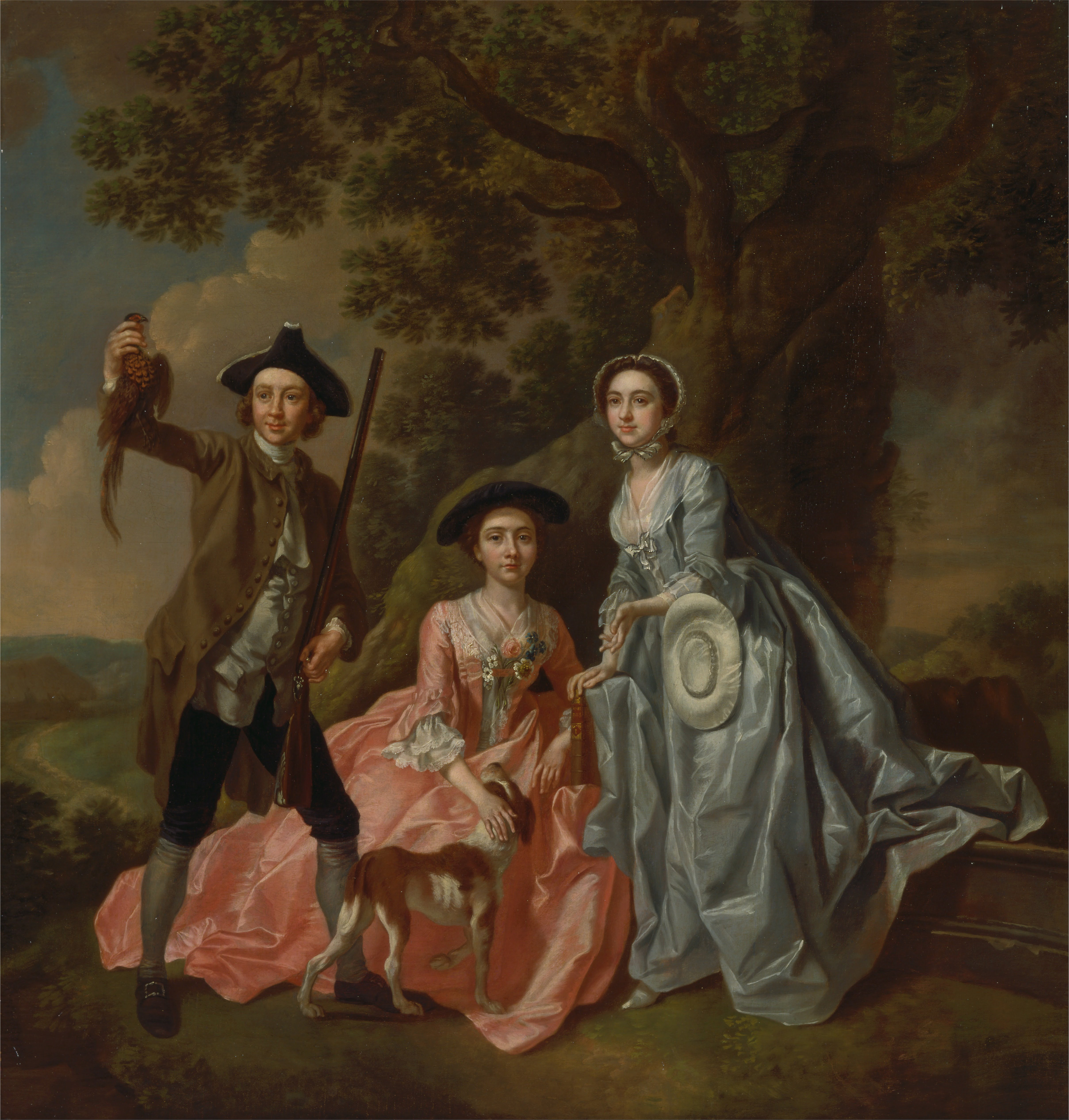
George Rogers and His Wife, Margaret, and His Sister, Margaret Rogers (vers 1750), par Francis Hayman, Yale Center for British Art
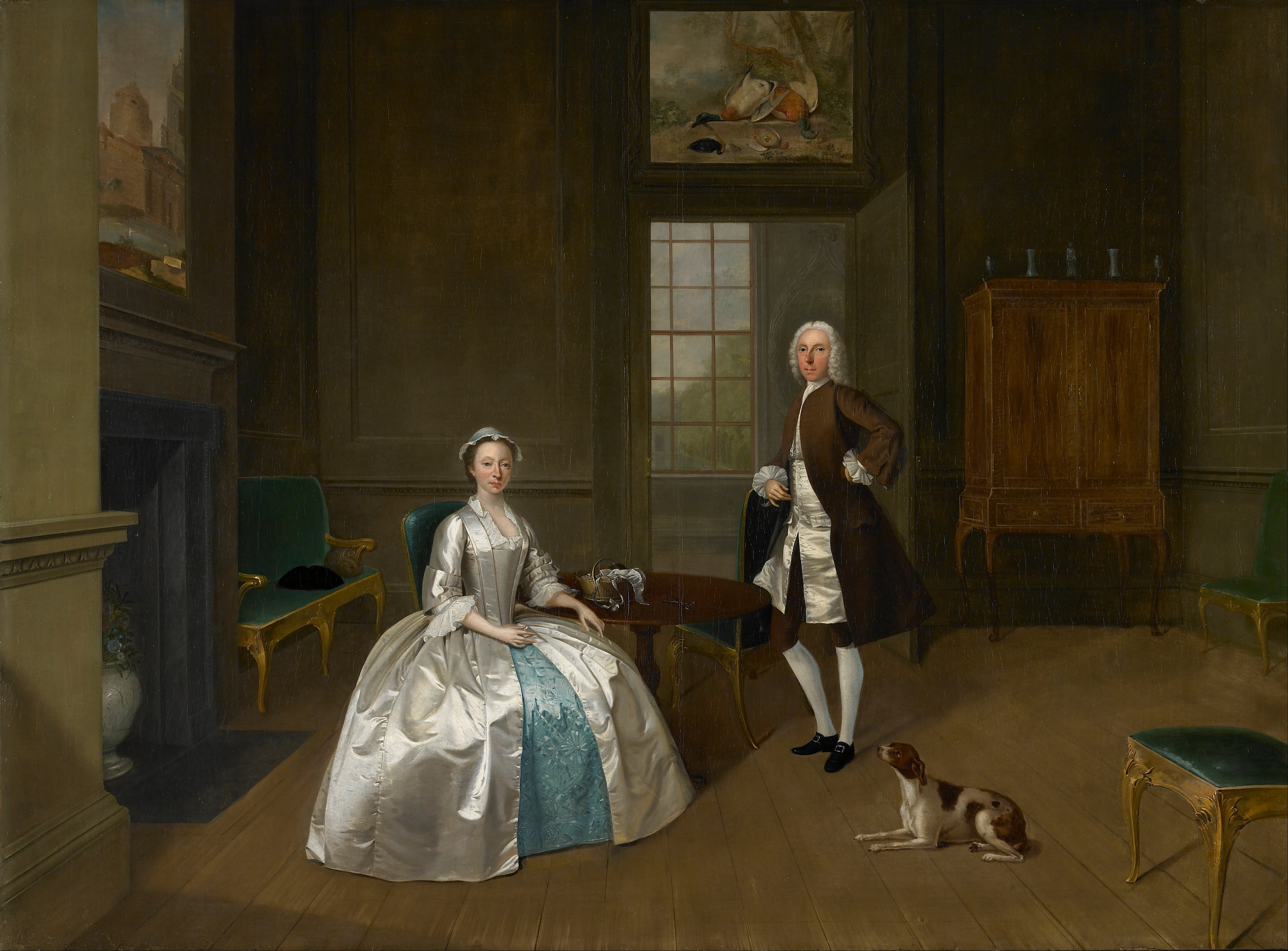
Mr and Mrs Atherton (1743) par Arthur Devis, Walker Art Gallery
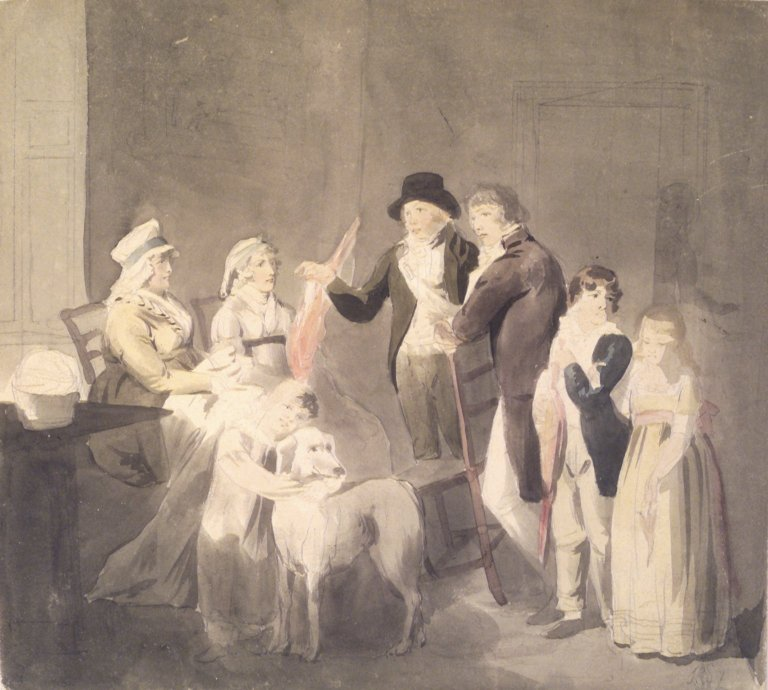
A Conversation Piece (vers 1794-1798) par John Rubens Smith, Brooklyn Museum
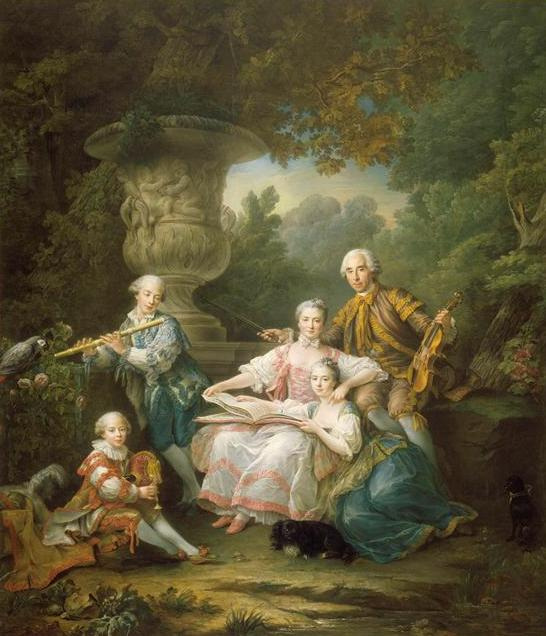
Portrait de la famille du marquis de Sourches (en 1756), huile sur toile de François-Hubert Drouais, Château de Versailles.